# Rikulf
Rikulf, av engelsk härkomst, förordnades av ärkebiskop Liemar i Bremen till biskop i Skara omkring år 1094. 
Han sades vara en from och stilla man som var mycket uppskattad av kung Inge den äldre. Rikulf dog omkring år 1101 på Mildeshed gård.